# Peter Seeberger

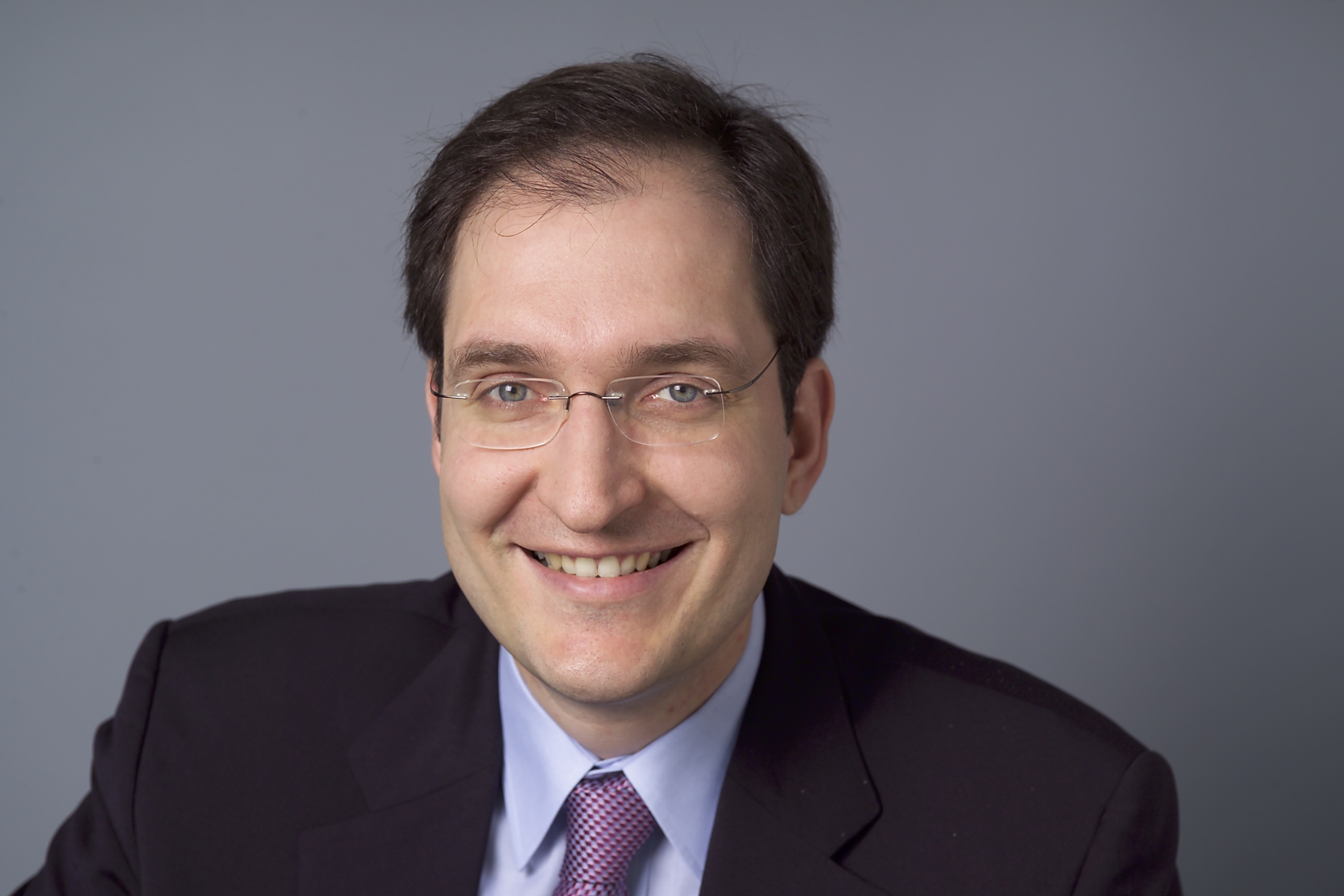
Peter Seeberger

Peter H. Seeberger (* 14. November 1966 in Nürnberg) ist ein deutscher Chemiker. Er ist Direktor am Max-Planck-Institut für Kolloid- und Grenzflächenforschung in Potsdam, Professor an der Freien Universität Berlin, Honorarprofessor an der Universität Potsdam und Gründungsdirektor des Center for the Transformation of Chemistry in Delitzsch und Merseburg.

## Leben
Peter Seeberger studierte an der Universität Erlangen-Nürnberg Chemie und promovierte 1995 als Fulbright-Stipendiat an der University of Colorado at Boulder in Biochemie. Nach einem Post-Doktoranden-Einsatz am Sloan-Kettering-Institut für Krebsforschung in New York wurde er 1998 Assistant Professor am Massachusetts Institute of Technology (MIT) und avancierte dort 2002 zum Firmenich Associate Professor of Chemistry.
Ab 2003 war er Professor für Organische Chemie am Departement für Chemie und angewandte Biowissenschaften der ETH Zürich und Affiliate Professor am Burnham Institut in La Jolla, Kalifornien. Seit dem Sommer 2008 leitet er eine Abteilung am Max-Planck-Institut für Kolloid- und Grenzflächenforschung in Golm bei Potsdam.
Peter Seeberger ist ein maßgeblicher Wissenschaftler im Fachgebiet der Glykobiotechnologie (Glykomik).
Für die Entwicklung einer automatischen Synthese-Maschine für Kohlenhydrate (Oligosaccharidsynthese) erhielt er 2007 den mit 750.000 Euro dotierten Körber-Preis für die Europäische Wissenschaft. Damit gelang es Peter Seeberger und seinem Team, bekannte Glykane von Krankheitserregern künstlich herzustellen und zu Kandidaten-Impfstoffen gegen Malaria, Leishmaniose, Aids, Milzbrand und Tuberkulose zu verarbeiten.
2008 drehte der Wissenschaftsjournalist Dirk Pohlmann für das ZDF die Dokumentation Der Zucker-Code: Geheimwaffe gegen Krebs und Malaria?, in der er ausführlich Seebergers Forschungen darstellte.
2012 gründete Seeberger die ArtemiFlow GmbH in Potsdam/Golm, um Entwicklung und Anwendung eines Reaktors zur Herstellung von Artemisin als Grundstoff eines Malaria-Medikaments voranzutreiben, und bestellte Dirk Pohlmann zu deren CEO. Dieser strebte eine Produktion in Vietnam an, um das europäische Hochlohnniveau zu vermeiden. In Aussicht gestellt wurde eine annähernde Halbierung der bisherigen Herstellungskosten für Artemisin von 480 Dollar auf 250 Dollar je Kilo. Der Bill & Melinda Gates Foundation, die laut Pohlmann eine „Monopol-Stellung bei der Finanzierung des internationalen Kampfs gegen Malaria aufgebaut“ habe, warf er vor, die Methode von ArtemiFlow „ohne Begründung“ abzulehnen und stattdessen auf eine von Jay Keasling entwickelte Methode zur Gewinnung von Artemisin aus gentechnisch veränderter Hefe zu setzen. In diese hatte die Stiftung jedoch bereits 50 Millionen Dollar investiert. Konkurrent Keasling wollte zudem den Preis einer Artemisin-Dosis von 2,40 Dollar auf 0,25 Dollar senken. 2017 berief Seeberger Pohlmann als Geschäftsführer von ArtemiFlow ab und übernahm selbst die Geschäftsführung. Inzwischen ist man mit der Gates-Stiftung wieder im Gespräch und konnte auch Anfang 2018 in Kentucky mit einer ersten Testanlage die Artemisin-Produktion aufnehmen.
Seit Mai 2011 ist Seeberger Chefredakteur („Editor-in-Chief“) des Beilstein Journal of Organic Chemistry, einer Open-Access-Zeitschrift für Organische Chemie.

## Auszeichnungen
- 2004: Klung-Wilhelmy-Weberbank-Preis;
- 2007: Körber-Preis für die Europäische Wissenschaft;
- 2009: Claude S. Hudson Award;
- 2013: Mitglied der Berlin-Brandenburgischen Akademie der Wissenschaften[8]
- 2017: Wissenschaftspreis: Forschung zwischen Grundlagen und Anwendungen[9];
- 2018: Ernst-Hellmut-Vits-Preis;
- 2020: Emil-Fischer-Medaille für organische Chemie[10]
- 2022: Ehrendoktorwürde der Universität für Chemie und Technologie in Prag[11]